# Campaign (jeu vidéo)
Campaign est un jeu vidéo de type wargame conçu par Jonathan Griffiths et publié par Empire Interactive en  1992 sur Amiga, Atari ST et IBM PC. Le jeu simule des batailles de la Seconde Guerre mondiale lors desquelles le joueur incarne en même temps un stratège, un commandant et un pilote. Il propose 25 scénarios, groupés en trois niveaux de difficulté, ainsi qu’un éditeur de niveau qui permet de les modifier. Suivant le scénario, le joueur contrôle les Alliés ou les Allemands. Le jeu se déroule à différent niveau. Il propose d’abord une carte stratégique sur laquelle le joueur déplace et fait combattre des groupes d’unités, incluant de l’infanterie, des chars d’assaut, de l’artillerie et des avions. Lorsqu’un groupe entre en contact avec un groupe adverse, le joueur peut en prendre le contrôle et le jeu bascule sur une carte tactique plus détaillée, où le joueur commande ses véhicules individuellement. A tout moment, il peut de plus prendre le contrôle total d’un véhicule. Il peut ainsi piloter directement le véhicule dans un environnement en trois dimensions. Pendant ce temps, les autres unités du groupe continuent de se déplacer et le joueur peut attaquer une cible avec eux.
Campaign bénéficie d’une extension, baptisée From North Africa to North Europe et publiée en 1993, qui inclut 25 scénarios inédits.  Il bénéficie également d’une suite, baptisée Campaign II, également publiée en 1993 et qui transpose son système de jeu à des conflits de la guerre froide. 

## Accueil
| Campaign        |      |       |
| Média           | Pays | Notes |
| Amiga Action    | GB   | 89 %  |
| Amiga Computing | GB   | 85 %  |
| Gen4            | FR   | 78 %  |
| Joystick        | FR   | 80 %  |